# Aneta Cymbaluk-Płoska
Aneta Alicja Cymbaluk-Płoska (ur. 1978) – polska ginekolożka, prorektor Pomorskiego Uniwersytetu Medycznego w Szczecinie.

## Życiorys
W 2003 ukończyła z wyróżnieniem studia medyczne na Pomorskiej Akademii Medycznej w Szczecinie. W 2007 doktoryzowała się z wyróżnieniem tamże w specjalności położnictwo i ginekologia na podstawie napisanej pod kierunkiem Izabelli Rzepki-Górskiej dysertacji Wybrane substancje biologicznie czynne a cechy morfologiczne błony śluzowej trzonu macicy u otyłych pacjentek. W 2012 w Centrum Egzaminów Medycznych w Łodzi uzyskała dyplom specjalistki w zakresie położnictwa i ginekologii, zaś w 2018 w zakresie ginekologii onkologicznej. W 2018 habilitowała się z nauk medycznych na macierzystej uczelni, przedstawiając dzieło Ocena znaczenia prognostycznego wybranych czynników metabolicznych produkowanych przez tkankę tłuszczową oraz czynników proteolitycznych u pacjentek z rakiem błony śluzowej trzonu macicy. W 2023 otrzymała tytuł profesor nauk medycznych i nauk o zdrowiu.
W latach 2003–2004 odbyła staż w staż podyplomowy w Wojewódzkim Szpitalu Zespolonym w Szczecinie. Od 2004 związana z Katedrą i Kliniką Ginekologii Operacyjnej i Onkologii Ginekologicznej Dorosłych i Dziewcząt Pomorskiej Akademii Medycznej w Szczecinie, początkowo jako doktorantka, od 2007 jako lekarz, od 2012 asystentka, a od 2014 adiunktka. Prorektor PUM ds. dydaktyki w kadencji w kadencji 2020–2024.
Członkini Polskiego Towarzystwa Ginekologów i Położników oraz Polskiego Towarzystwa Ginekologii Onkologicznej.
W 2023 na wniosek prezesa Agencji Badań Medycznych Radosława Sierpińskiego została powołana w skład Naczelnej Komisji Bioetycznej przez ministra zdrowia Adama Niedzielskiego.